# منستون
منستون (به انگلیسی: Menston) یک روستا و محله مدنی در بریتانیا است که در سیتی بردفورد واقع شده‌است. منستون ۴٬۴۹۸ نفر جمعیت دارد.